# 球锈菌科
球锈菌科（学名：Sphaerophragmiaceae），是柄锈菌目下的一个科。

## 下属分类
- Austropuccinia属
  - Austropuccinia psidii (G. Winter) Beenken (2017)